# بهاءالدین محمد نقشبند

## زندگی‌نامه
محمد بهاءالدین نقشبند بخاری بنیادگذار سلسلهٔ طریقت نقشبندیه بود. وی در محرم سال ۷۱۸ق در قصر عارفان بخارا به دنیا آمد. سه روز بعد از ولادت بهاءالدین، جد او که از ارادتمندان طریقه خواجگان بود وی را نزد خواجه محمد باباسماسی برد و باباسماسی، بهاءالدین را به فرزندی خود پذیرفت. خواجه بهاءالدین نزد وی تربیت یافت و آداب طریقت را از سید امیر کلال آموخت و بعد از طی مراحل سلوک از سوی امیر کلال اجازه یافت تا در صحبت مشایخ دیگر به تکمیل مراحل مجاهدت بپردازد. بدین جهت وی چندین سال صحبت مشایخی چون عارف دیگ گرانی، قُثم شیخ و خلیل آتا را دریافت. البته خواجه شماری دیگر از مشایخ مانند زید الدین ابوبکر تایبادی را نیز ملاقات کرد.
او بر اصول هشتگانهٔ خواجه عبدالخالق غجدوانی سه اصل افزود.
خواجه بهاءالدین در شب دوشنبه سوم ربیع‌الاول سال ۷۹۱ در سن ۷۳ یا ۷۴ سالگی درگذشت و در قصر عارفان دفن‌شد.

## دیدگاه‌های مختلف دربارهٔ شهرت وی
دربارهٔ شهرت او (نقشبند) چند وجه بیان کرده‌اند:
یکی آنکه نقشبند قریه‌ای است در اطراف بخارا و چون محمد در آن قریه به دنیا آمده‌است وی را بدانجا منسوب کرده و نقشبند خوانده‌اند.
دوم آنکه بهاء الدین از کثرت ذکر به مرتبه‌ای دست یافت که ذکر تهلیل در قلب وی نقش بست.
سوم آنکه وی مانند سایر مشایخ خواجگان اهل حرفه بوده و به پیشه نقشبندی اشتغال داشته یا در اوایل حال به این‌گونه کاری اشتغال داشته‌است.
به نظر می‌رسد وجه اول اساسی ندارد بدان جهت که اولاً مولد و مدفن بهاءالدین به اجماع صاحبان تراجم قریه قصر عارفان در یک فرسخی بخاراست. ثانیاً در اطراف بخارا هیچ قریه‌ای به نام نقشبند وجود نداشته‌است.

## تعالیم و طریقه نقشبند
بدان جهت که خانواده بهاءالدین محمد به طریقه خواجگان متمایل بودند از همان کودکی به آداب و تعالیم آنان توجه نشان داد و به حلقه آن‌ها پیوست و بعد از مدتی در میان پیروان این طریقه مرتبه‌ای بلند یافت و در شمار مشایخ بزرگ خواجگان درآمد و به ترویج تعالیم عرفانی آنان پرداخت. طریقه خواجگان از این پس تحول یافت و با تعالیم بهاءالدین محمد نقشبند به طریقه تازه‌ای تبدیل شد. این طریقه تازه نقشبندیه نام گرفت. تعالیم نقشبند بر پیروی از سنت، حفظ شریعت و توجه به حق استوار بود. ذکر جهر، خلوت و سماع در این مشرب عرفانی پذیرفته نیست.

خواجه نقشبند ارکان طریقه خود را چنین تبیین می‌کرد:
«خلوت در انجمن، به ظاهر با خلق و به باطن با حق، سبحانه و تعالی»
شاگردان و مریدان پرشماری نزد بهاءالدین پرورش یافتند و طریقه وی را رواج بخشیدند. از میان این مریدان دو خلیفه او: خواجه علاء الدین عطار و خواجه محمد پارسا نزد وی و در حلقه پیروان طریقه نقشبندیه اعتبار بیشتری داشتند و بعد از درگذشت خواجه به نشر و گسترش طریقه وی پرداختند.

## آثار وی
- الاورادالبهائیه
- اوراد صغیر
- رسالة الواردات
- دلیل العاشقین
- حیات نامه در نصایح و مواعظ
- خزینه لاسرار و کشف الاخفا

علاوه بر این خواجه محمد پارسا سخنان بهاءالدین نقشبند را در رساله‌ای به نام قدسیه جمع آورده‌است. البته تعداد و حجم اقوال بهاءالدین در این رساله اندک است و ترکیب کلمات او پیوند موضوعی ندارد، از این رو مجموعه سخنان خواجه بهاءالدین در رساله قدسیه، منظومه فکری و مشرب عرفانی او را به‌طور کامل تبیین نمی‌کند.